# Gávea (Coronel Fabriciano)
Gávea é um bairro do município brasileiro de Coronel Fabriciano, no interior do estado de Minas Gerais. Localiza-se no distrito Senador Melo Viana, estando situado no Setor 6. Segundo o censo demográfico de 2022, realizado pelo Instituto Brasileiro de Geografia e Estatística (IBGE), sua população era de 606 habitantes e havia 214 domicílios particulares permanentes ocupados.
De acordo com o IBGE, em 2010 a população era de 548 habitantes e havia 174 domicílios particulares.

## História e descrição

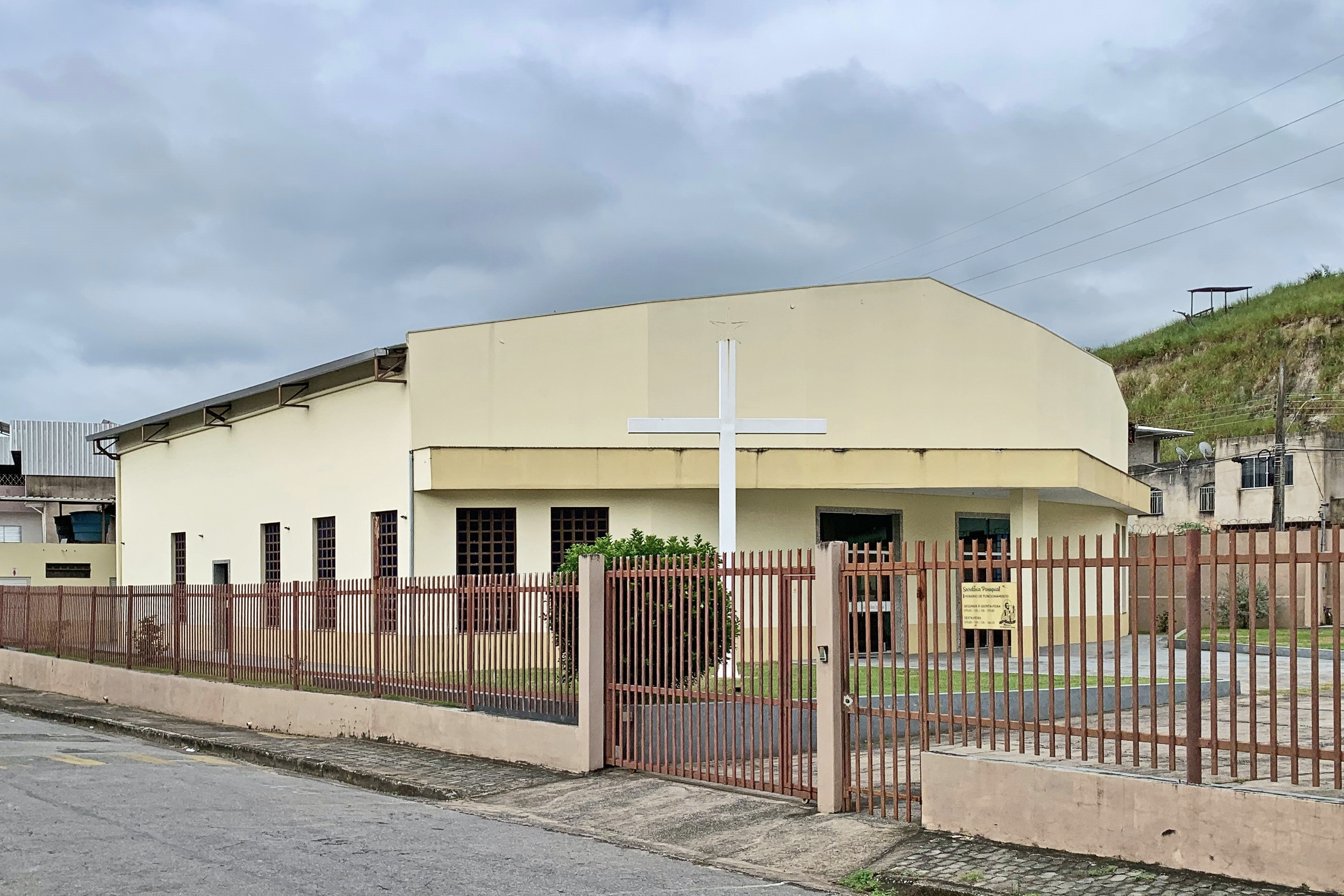
Igreja Nossa Senhora Aparecida, da Paróquia São Francisco Xavier.

O bairro surgiu na década de 1980, após a área ser loteada pela Pedra Linda Empreendimentos Imobiliários a mando de Paulo Martins Medeiros. O nome recebido pela localidade é uma homenagem ao bairro carioca da Gávea, influenciado pela época que Paulo morou na cidade do Rio de Janeiro.
Em 2009, várias casas do bairro situadas nas proximidades de uma torre de alta tensão foram ameaçadas de demolição, incluindo cerca de 20 famílias, igrejas e estabelecimentos comerciais. A Companhia Energética de Minas Gerais (Cemig) reivindicava a posse de uma chamada "área de servidão", que prevê uma distância mínima de 40 metros das linhas de transmissão de 500 kV para a existência de casas e edificações.
No bairro da Gávea está situada a Igreja Nossa Senhora Aparecida, que representa a sede da Paróquia São Francisco Xavier.